# Podział administracyjny Słowenii

## Konstytucja
Władze samorządowe w Słowenii gwarantuje artykuł 9 konstytucji państwowej. Ponadto Rozdział Piąty konstytucji jest w całości poświęcony samorządności. Umożliwia obywatelom państwa sprawowanie lokalnych rządów poprzez okręgi samorządowe – gminy i inne lokalne organizacje.
Obok gmin konstytucja umożliwia także istnienie gmin miejskich, które mogą być wspierane dodatkowymi uprawnieniami nadanymi przez rząd Słowenii. Konstytucja przewiduje również możliwość tworzenia regionów z kilku gmin, które wyrażą taką wolę.
O organach samorządu konstytucja wspomina także w wielu innych artykułach, m.in. w działach dotyczących podatków, budżetu, ochrony dziedzictwa kulturowego czy też rzecznika praw obywatelskich.
Inne akty prawne dotyczące samorządności w Słowenii to między innymi ustawa o samorządach lokalnych, ustawa o wyborach lokalnych, ustawa o sposobie tworzenia gmin i ustalania ich terytorium, ustawa o finansowaniu gmin.

## Struktura władz lokalnych
Konstytucja gwarantuje istnienie gmin i regionów. Jednak ustawy, które umożliwiałyby praktyczne utworzenie tych ostatnich, są nadal w toku prac parlamentu.
Gmina może obejmować pojedynczą, lokalną społeczność lub też stanowić ich grupę, jeżeli łączą ich wspólne potrzeby i interesy. Gmina może być powołana w drodze ustawy po przeprowadzeniu referendum w danym regionie. Mówi o tym artykuł 139 konstytucji.
Ustawa o samorządzie lokalnym określa warunki, które musi spełniać gmina. Przede wszystkim gmina musi liczyć co najmniej 5 tysięcy mieszkańców. Wyjątek od tego stanowi przypadek, gdy gminę ustanawia się na terenie o wyjątkowej sytuacji lokacyjnej, historycznej lub z powodów ekonomicznych. W myśl tej ustawy gmina musi zagwarantować warunki dostępności do podstawowej edukacji i opieki zdrowotnej, usług pocztowych, bibliotek.
Obok gmin konstytucja umożliwia także tworzenie gmin miejskich. Rząd może jej zapewnić specyficzne uprawnienia, które będą odpowiadały rozwojowi terenów miejskich. Gmina miejska to zwarte, sąsiadujące ze sobą zbiorowiska osiedli. Łączy je głównie to, iż ich mieszkańcy codziennie przemieszczają się do centrum miasta. Miasto może zyskać taki status, gdy posiada co najmniej 20 tysięcy mieszkańców oraz gwarantuje co najmniej 15 tysięcy miejsc pracy. Dodatkowo miasto musi być geograficznym, ekonomicznym i kulturalnym centrum dla otaczających je osiedli. Ten rodzaj gminy powołuje Zgromadzenie Państwowe. W podejmowanej uchwale określa się m.in. terytorium geograficzne i nazwę gminy miejskiej.
Poza kompetencjami przypisanymi zwykłej gminie gmina miejska musi zagwarantować także: działanie szkół zawodowych i pomaturalnych, wydziałów uniwersyteckich, opiekę zdrowotną w szpitalach, sieć służby cywilnej, centrum telekomunikacyjne, działanie bibliotek uniwersyteckich i specjalistycznych, ośrodki dokumentowania informacji, teatry, muzea, archiwa, lokalne media (tv, radio i prasę), tereny sportowo-rekreacyjne oraz działania naukowe. Mówi o tym artykuł 16 ustawy o samorządzie lokalnym.
Ta sama ustawa umożliwia także nadawanie gminom specjalnego statusu, w zależności od specyficznych warunków ekonomicznych lub poziomu rozwoju gospodarczego.

## Regulacje odnoszące się do zmian granic i struktury
Zmiany dotyczące terytorium gmin są przedmiotem ustawy o samorządzie lokalnym i ustawy o sposobie powoływania gmin i określania ich terytoriów.
W myśl tych aktów w początkowej procedurze uczestniczą rady gmin z terenów objętych ewentualnymi zmianami. Co więcej, na terenach, na których mają zostać powołane nowe gminy, przeprowadza się referendum. Ma ono jednak jedynie charakter konsultatywny.
Na podstawie konsultacji i wyniku referendum parlament przyjmuje ustawę o powołaniu nowej gminy i o jej terytorium.

## Jednostki administracji państwowej na poziomie lokalnym
W Słowenii istnieje 58 jednostek administracji państwowej. Są one oddziałami administracji państwowej w terenie, mają własny zakres kompetencji i funkcji i obejmują zasięgiem co najmniej jedną gminę.
Jednostki administracyjne państwa nadzorują działania samorządów lokalnych pod kątem legalności, zakresu ich kompetencji oraz zdolności do wykonywania zadań wymaganych od gminy przez państwo.
W celu zapewnienia współpracy między gminami a jednostkami administracji państwowej powoływany jest specjalny komitet doradczy. Jego członków powołuje i odwołuje rada gminy.

## Organy władzy lokalnej
Decyzyjny, stanowiący organ w gminach w Słowenii to rada gminy. Zatwierdza ona akty prawa gminnego oraz budżet. Nadzoruje też działalność burmistrza, z naciskiem na wdrażanie decyzji podjętych przez radę.
Słoweńska rada gminy składa się od siedmiu do czterdziestu czterech członków. Ich liczba zależna jest od liczby mieszkańców gminy. Radni wybierani są w wolnych, bezpośrednich, powszechnych wyborach w tajnym głosowaniu. Kadencja rady trwa cztery lata. Czynne prawo wyborcze mają wszyscy, którzy ukończyli 18. rok życia (jedynym odstępstwem jest sytuacja, gdy obywatel pracuje – wtedy granica ta jest obniżana do 16. lat), mają pełnię praw obywatelskich oraz na stałe zamieszkują na terenie danej gminy.
W rejonach zróżnicowanych etnicznie (chodzi tu głównie o społeczności Włochów, Węgrów i Romów) w skład rady gminy musi wchodzić choć jeden przedstawiciel danej społeczności. Prawo do reprezentacji jest gwarantowane grupom etnicznym przez konstytucję oraz ustawę o samorządach lokalnych.
Radni są wybierani w głosowaniu systemem większościowym lub proporcjonalnym, w zależności od liczby stanowisk w radzie gminy. System większościowy obowiązuje w sytuacji, gdy do obsadzenia jest do 12 mandatów w radzie. System proporcjonalny stosuje się, gdy rada musi mieć ponad 12 członków. Przedstawiciele grup etnicznych wybierani są zawsze systemem większościowym.
W wyborach w systemie większościowym wyborcy oddają głosy na indywidualnych kandydatów. Gmina podzielona jest na okręgi. Na kartach do głosowania wyborcy zaznaczają tyle nazwisk, ile mandatów w radzie jest do obsadzenia. Wygrywają kandydaci, którzy otrzymali najwięcej głosów.
W wyborach w systemie proporcjonalnym wyborcy oddają głosy na listy kandydatów. Gmina może, lecz nie musi, być podzielona na okręgi. Głosujący na kartach do głosowania mogą zaznaczyć tylko jedną listę. Obywatel może też, lecz nie jest to obowiązek, zaznaczyć na liście nazwisko kandydata, którego preferuje. Zasady podziału mandatów są zróżnicowane w zależności od tego, czy wybory odbywały się w gminie jako jednym okręgu, czy też gmina podzielona była na kilka okręgów.
Jeżeli gmina podzielona była na okręgi, mandaty przydziela się, dzieląc liczbę głosów uzyskanych przez listę przez stosunek całkowitej liczby oddanych głosów na wszystkie listy, do liczby mandatów.
W przypadku, gdy gmina była jednym okręgiem, stosuje się system d’Hondta.
Wybory lokalne przeprowadzane są przez gminne komisje wyborcze, wybierane raz na cztery lata przez radę gminy. Gminna komisja wyborcza odpowiedzialna jest za prawidłowy przebieg wyborów do rady gminy. Zatwierdza zgłoszone kandydatury, wybiera lokale wyborcze itp.
Rada gminy powołuje szereg organów pomocniczych. Są to m.in. wspomniane już komisje wyborcze czy też przedstawiciele do spraw ochrony konsumentów. Powoływanych jest też szereg okazjonalnych komitetów i komisji, które działają jako ciała doradcze rady. Członkowie tych organów pomocniczych powoływani są przez radę pośród jej członków oraz innych obywateli.
Inne organy w gminie to między innymi komisja nadzorcza powoływana przez radę gminy. Komisja nadzorcza monitoruje zarządzanie funduszami gminnymi, dochody i wydatki budżetowe oraz wszelkie operacje finansowe powiązane z użyciem funkcji państwowej. Może być jednak – przez właściwego ministra – zobowiązana do wykonywania w jego imieniu pewnych czynności prawnych. Zazwyczaj dotyczy to udzielania ślubów cywilnych.

## Status reprezentantów
Każdy Słoweniec, który obchodzi osiemnaste urodziny najpóźniej w dniu wyborów, stale zamieszkuje w danej gminie i cieszy się pełnią praw obywatelskich, jest uprawniony do kandydowania w wyborach do rady gminy.
Ustawa o samorządzie lokalnym stanowi, jakie stanowiska nie są kompatybilne z pełnieniem funkcji radnego, burmistrza lub zastępcy burmistrza. Chodzi tu o stanowiska dyrektorskie w aparacie administracji państwowej, posiadającym uprawnienia kontrolne wobec samorządów.
Osoby, które po zakwalifikowaniu na stanowisko w jednym z organów przedstawicielskich gminy, a które z tego powodu muszą zrezygnować z pełnionych wcześniej funkcji lub zawodu, otrzymują trzymiesięczną dietę finansową. Może być ona wydłużona do dziewięciu miesięcy, jeżeli w tym czasie dany radny lub burmistrz spełni warunki pozwalające uzyskiwać emeryturę.
Kwestia finansowania kampanii wyborczych uregulowana jest w ustawie o partiach politycznych. Wsparcie finansowe może być przekazane zawsze tylko do partii politycznych, a nie do indywidualnych kandydatów. Partie są zobowiązane do pozyskiwania składek członkowskich, prywatnych datków, a także specjalnych przydziałów z budżetu.
Jeżeli chodzi o kwestię reprezentacji kobiet, to w Słowenii nie ma ustalonego żadnego minimum. Choć kobiety są równe w prawach, to ich reprezentacja jest niewielka.

## Bezpośrednie formy demokracji
Kilka form bezpośredniego udziału obywateli w procesie sprawowania władzy przewiduje też artykuł 44 ustawy o samorządzie lokalnym, który wymienia wśród nich zgromadzenie obywatel, referenda gminne oraz inicjatywy powszechne.
Referendum gminne może być zwołane w każdej sprawie leżącej w kompetencjach gminy, na wniosek rady lub co najmniej 10% osób uprawnionych do głosowania w danej gminie. Referenda te mają zwykle charakter konsultatywny i decyzje w nich podjęte nie są wiążące dla organów władzy gminnej.
Według ustawy o samorządzie lokalnym zgromadzenie obywateli może być ogłoszone dla całej gminy lub w jej części. Zgromadzenie może zwołać burmistrz w ramach swoich kompetencji lub na wniosek rady czy też co najmniej 5% uprawnionych do głosowania mieszkańców gminy.
Ta sama ustawa przewiduje też możliwość inicjatywy powszechnej, dotyczącej przyjęcia lub poddania pod ponowne głosowanie gminnych aktów prawnych i wydanych decyzji. W inicjatywie powinno wziąć udział co najmniej 5% uprawnionych do głosowania w gminie. Organ administracji, do którego adresowana jest inicjatywa, ma obowiązek ustosunkowania się do inicjatywy w czasie nie dłuższym niż trzy miesiące.

## Regiony
Najbardziej zinstytucjonalizowaną formę współpracy gminnej stanowi region. Jest zakładany przez gminy, oparty na ich decyzjach. To one określają jego zakres władzy, organy i środki, którymi będzie dysponował. Tak jest w teorii – do tej pory nie utworzono żadnego regionu.
Regiony są odpowiedzialne za sprawy, które wykraczają poza możliwości gmin. Ustalenie kompetencji regionów należy do samych gmin, podobnie jak wyznaczenie władz w regionie, a także ustalenie metod finansowania. Z reguły sprawy, którymi zajmują się regiony, dotyczą służb publicznych, ekonomii, kultury i zaspokajania potrzeb mieszkańców.
Państwo, za porozumieniem z gminami, może przekazać część kompetencji gmin do regionów.

### Regiony statystyczne
Regiony statystyczne Słowenii składają się z 12 jednostek administracyjnych utworzonych w 2000 r. w celach prawnych i statystycznych.

Regiony statystyczne: 1. Gorycja, 2. Górna Kraina, 3. Karyntia, 4. Drawa, 5. Mura, 6. Słowenia Środkowa, 7. Centralna Sawa, 8. Savinja, 9. Nadbrzeżny Kras, 10. Primorska-Kraina Wewnętrzna, 11. Słowenia Południowo-Wschodnia, 12. Dolna Sawa

| Regiony statystyczne          | Regiony statystyczne  | Regiony statystyczne | Regiony statystyczne | Regiony statystyczne | Regiony statystyczne |
| Polska nazwa                  | Słoweńska nazwa       | Kod                  | Stolica              | Powierzchnia (km2)   | Populacja (2019)     |
| ----------------------------- | --------------------- | -------------------- | -------------------- | -------------------- | -------------------- |
| Mura                          | pomurska              | SI011                | Murska Sobota        | 1337                 | 114 287              |
| Drawa                         | podravska             | SI012                | Maribor              | 2170                 | 324 104              |
| Karyntia                      | koroška               | SI013                | Slovenj Gradec       | 1041                 | 70 588               |
| Savinja                       | savinjska             | SI014                | Celje                | 2384                 | 261 851              |
| Centralna Sawa                | zasavska              | SI015                | Trbovlje             | 264                  | 41 606               |
| Dolna Sawa                    | posavska              | SI016                | Krško                | 885                  | 70 067               |
| Słowenia Południowo-Wschodnia | jugovzhodna Slovenija | SI017                | Novo mesto           | 2675                 | 144 032              |
| Primorska-Kraina Wewnętrzna   | primorsko-notranjska  | SI018                | Postojna             | 1456                 | 52 544               |
| Słowenia Środkowa             | osrednjeslovenska     | SI021                | Lublana              | 2555                 | 564 527              |
| Górna Kraina                  | gorenjska             | SI022                | Kranj                | 2137                 | 204 670              |
| Gorycja                       | goriška               | SI023                | Nova Gorica          | 2325                 | 117 616              |
| Nadbrzeżny Kras               | obalno-kraška         | SI024                | Koper                | 1044                 | 115 016              |

## Współpraca
Ustawa o samorządzie zaleca lokalnym władzom, by współdziałały ze sobą na zasadzie wolnej woli i solidarności. W tym celu mogą wspólnie gromadzić fundusze i delegować wspólne organy czy też powoływać służby w celu wykonywania swych obowiązków. Przedstawiciele władz lokalnych są też zobligowani do współpracowania z zagranicznymi władzami regionalnymi, a także do członkostwa w międzynarodowych stowarzyszeniach władz samorządowych. Współpracują z nimi w ramach swych własnych kompetencji.
Ustawa o finansowaniu samorządów określa typy podatków, które leżą w gestii władz lokalnych. Są to podatki od darowizn i spadków, podatki od gier hazardowych, podatki od urządzeń do gier hazardowych oraz podatki od nieruchomości.
Władze lokalne nie mogą wprowadzać innych podatków, nie mogą też zmieniać wysokości podatków, jako że są one określane na poziomie centralnym w drodze ustawy. Jedynym odstępstwem jest tutaj podatek od nieruchomości, którego próg mogą wybrać samorządy z przedziału określonego przez państwo.
Inne źródła dochodów określa ustawa o finansowaniu samorządów. Są one podane w grupie dochodów niepodatkowych. Są to m.in. opłaty za ziemię uprawną, mandaty, sprzedaż własności publicznej.
Pieniądze płynące od państwa to 60% dochodu uzyskiwanego przez samorządy.
Transfery finansowe od państwa obejmują granty na finansowanie wydatków bieżących oraz na wydatki powiązane z inwestycjami gmin. Granty przyznawane są każdego miesiąca przez Ministerstwo Finansów. Gmina może je rozdysponować zgodnie ze swoim własnym uznaniem.
Państwo przekazuje także samorządom część podatku dochodowego. Dochody z podatku dzieli się w stosunku 70% do 30%. Podatek ten zbierany jest przez administrację państwową i następnie przekazywany samorządom. Jest to główna pomoc finansowa przekazywana samorządom przez państwo.
Oprócz tego odpowiednie ministerstwa mogą przyznać gminom dodatkowe granty w oparciu o wniosek złożony przez władze lokalne. Te specjalne granty mają charakter celowy i muszą być rozdysponowane na konkretny, ustalony wcześniej cel (ciepłownie, oczyszczalnie wód). Te specjalne granty stanowią średnio 2–3% budżetu gminy.
Wyrównywanie finansowe zapewnia artykuł 142 konstytucji. Zgodnie z nim gminy, które nie są w stanie pełnić swoich podstawowych funkcji z powodów ekonomicznych, są upoważnione do otrzymania dodatkowych dotacji i pomocy od państwa.
Słoweński system wyrównawczy oparty jest na zasadzie stałych wydatków, których poziom obliczany jest corocznie dla każdej gminy. Stałe wydatki mają na celu umożliwienie samorządom wykonywanie i finansowanie zadań przydzielonych im przez państwo.
W porozumieniu z samorządami Ministerstwo Finansów określa poziom przychodów, które może uzyskać gmina na potrzeby wydatków stałych. Różnica pomiędzy zdolnością finansową gminy a poziomem wydatków stałych jest dotowana przez państwo.
Wydatki stałe pochłaniają ok. 70% wszystkich wydatków gminnych. 30% sumy przeznaczonej na wydatki stałe pokrywa państwo.
Państwo nie sprawuje całościowej kontroli finansowej nad samorządami. Nadzoruje jedynie wydatki z funduszy przyznanych przez siebie. Kontrolę tę sprawuje Biuro Kontroli Budżetowej w Ministerstwie Finansów.

## Kontrola władz lokalnych
Konstytucja przewiduje państwową kontrolę legalności działania władz lokalnych. Zasady tej kontroli precyzuje ustawa o administracji państwowej oraz ustawa o samorządach.
Nadzór państwowy sprawowany jest przez rząd oraz ministerstwa. Odpowiedni ministrowie kontrolują za pośrednictwem lokalnych biur działania samorządów w zakresie własnych kompetencji. Należy jednak podkreślić, że znaczącą rolę w zapewnieniu legalności działania władz lokalnych odgrywa burmistrz.
System kontroli zależy od przedmiotu, który będzie kontrolowany, tzn. od tego, czy sprawdzone zostaną własne kompetencje samorządu, czy też kompetencje przydzielone samorządowi przez państwo.
W polu zadań własnych samorządu nie istnieje generalna kontrola działań i decyzji podejmowanych przez władze. Kontrola dotyczy jedynie ich legalności. Nadzór dotyczy zgodności podejmowanych decyzji z konstytucją. Sugeruje też prawidłowe rozwiązania danych problemów w przypadku niezgodności. Jeżeli przedstawiciel władzy lokalnej nie dostosuje się do uwag kontrolera, ten może skierować sprawę do Trybunału Konstytucyjnego.
Organ nadzorczy nie ma prawa poprawiać, zmieniać decyzji podjętych przez władze lokalne. Może to stać się tylko w trakcie sprawy przed Trybunałem Konstytucyjnym.
W specyficznych, wyjątkowych przypadkach określonych przez prawo organ nadzorczy, np. dany minister, może być upoważniony do tymczasowego pełnienia obowiązków w zakresie, w którym władza lokalna nie daje sobie rady (np. w kwestii niezbędnych do życia potrzeb, takich jak zaopatrzenie w wodę).
Kontrola ma większe uprawnienia, jeżeli chodzi o kompetencje nadane gminie przez państwo.
Nadzór dotyczy wtedy nie tylko legalności, ale także działań podejmowanych przez samorządy. Do kompetencji nadzoru należy wtedy np. wydawanie dekretów, nakazujących obowiązkowe wprowadzenie danych rozwiązań, które umożliwią prawidłowe wypełnianie nadanych kompetencji. Jeżeli samorząd nie odniesie się do zaleceń, kontroler może zaapelować do rządu o cofnięcie nadanych gminie uprawnień. Wtedy gmina ma jednakże prawo do postawienia sprawy przed sąd administracyjny.
Konstytucja gwarantuje sądową ochronę samorządów w artykule 144. Tak jak wspomniano wcześniej, gmina ma prawo do postawienia sprawy przed sądem administracyjnym w przypadku kompetencji nadanych przez państwo. W przypadku kompetencji własnych sąd konstytucyjny decyduje – na wniosek władz lokalnych lub państwowych – o sprawach dotyczących stosunków państwa z samorządem oraz o sprawach pomiędzy samorządami lub samorządowcami.
Władze lokalne i ich działania podlegają kontroli finansowej przez odpowiednie organy nadzorcze. Organy te są odpowiedzialne za kontrolę zarządzania gminnymi środkami, użycie środków pochodzących z budżetu.
Nadzór dotyczy legalności i wydatków: zgodności z celami budżetu. W tym celu nadzorca nakazuje nadzór finansowy.
Na żądanie gminy audyt taki wykonywany jest przez niezależnych specjalistów. Sąd Obrachunkowy jest najwyższym organem kontroli finansów publicznych. Może interweniować na żądanie państwa lub samorządu.

## Gminy w Słowenii
Od uzyskania niepodległości przez Słowenię liczba gmin w tym państwie systematycznie wzrasta. W 1991 r. było ich 60, w 1995 r. 147, a w 2005 r. 193. Od czerwca 2011 r. kraj jest podzielony na 212 gmin, z których 11 ma status gminy miejskiej (zaznaczono je pogrubieniem).
| - Ajdovščina - Ankaran - Apače - Beltinci - Benedikt - Bistrica ob Sotli - Bled - Bloke - Bohinj - Borovnica - Bovec - Braslovče - Brda - Brezovica - Brežice - Cankova - Celje - Cerklje na Gorenjskem - Cerknica - Cerkno - Cerkvenjak - Cirkulane - Črenšovci - Črna na Koroškem - Črnomelj - Destrnik - Divača - Dobje - Dobrepolje - Dobrna - Dobrova-Polhov Gradec - Dobrovnik - Dol pri Ljubljani - Dolenjske Toplice - Domžale - Dornava - Dravograd - Duplek - Gorenja vas-Poljane - Gorišnica - Gorje - Gornja Radgona - Gornji Grad | - Gornji Petrovci - Grad - Grosuplje - Hajdina - Hoče-Slivnica - Hodoš - Horjul - Hrastnik - Hrpelje-Kozina - Idrija - Ig - Ilirska Bistrica - Ivančna Gorica - Izola - Jesenice - Jezersko - Juršinci - Kamnik - Kanal ob Soči - Kidričevo - Kobarid - Kobilje - Kočevje - Komen - Komenda - Koper - Kostanjevica na Krki - Kostel - Kozje - Kranj - Kranjska Gora - Križevci - Krško - Kungota - Kuzma - Laško - Lenart - Lendava - Litija - Lublana - Ljubno - Ljutomer | - Log-Dragomer - Logatec - Loška dolina - Loški Potok - Lovrenc na Pohorju - Luče - Lukovica - Majšperk - Makole - Maribor - Markovci - Medvode - Mengeš - Metlika - Mežica - Miklavž na Dravskem polju - Miren-Kostanjevica - Mirna - Mirna Peč - Mislinja - Mokronog-Trebelno - Moravče - Moravske Toplice - Mozirje - Murska Sobota - Muta - Naklo - Nazarje - Nova Gorica - Novo mesto - Odranci - Oplotnica - Ormož - Osilnica - Pesnica - Piran - Pivka - Podčetrtek - Podlehnik - Podvelka - Poljčane - Polzela | - Postojna - Prebold - Preddvor - Prevalje - Ptuj - Puconci - Rače-Fram - Radeče - Radenci - Radlje ob Dravi - Radovljica - Ravne na Koroškem - Razkrižje - Rečica ob Savinji - Renče-Vogrsko - Ribnica - Ribnica na Pohorju - Rogaška Slatina - Rogašovci - Rogatec - Ruše - Selnica ob Dravi - Semič - Sevnica - Sežana - Slovenj Gradec - Slovenska Bistrica - Slovenske Konjice - Sodražica - Solčava - Središče ob Dravi - Starše - Straža - Sveta Ana - Sveta Trojica v Slovenskih goricah - Sveti Andraž v Slovenskih goricah - Sveti Jurij ob Ščavnici - Sveti Jurij v Slovenskih goricah - Sveti Tomaž - Šalovci - Šempeter-Vrtojba - Šenčur | - Šentilj - Šentjernej - Šentjur pri Celju - Šentrupert (Trebnje) - Škocjan - Škofja Loka - Škofljica - Šmarje pri Jelšah - Šmarješke Toplice - Šmartno ob Paki - Šmartno pri Litiji - Šoštanj - Štore - Tabor - Tišina - Tolmin - Trbovlje - Trebnje - Trnovska vas - Trzin - Tržič - Turnišče - Velenje - Velika Polana - Velike Lašče - Veržej - Videm - Vipava - Vitanje - Vodice - Vojnik - Vransko - Vrhnika - Vuzenica - Zagorje ob Savi - Zavrč - Zreče - Žalec - Železniki - Žetale - Žiri - Žirovnica - Žužemberk |

Gmina o największej powierzchni – Kočevje (563,7 km²)
Gmina o najmniejszej powierzchni – Odranci (6,9 km²)
Gmina o największej populacji – Lublana (289 518 mieszkańców w 2018 r.)
Gmina o najmniejszej populacji – Hodoš (362 mieszkańców w 2018 r.)

Podział Słowenii na gminy według stanu na 2012 r.